# Wangenitzseehütte
Die Wangenitzseehütte ist eine Schutzhütte der Sektion Lienz des Österreichischen Alpenvereins. Sie liegt auf einer Höhe von 2508 m ü. A. in der österreichischen Schobergruppe. Sie liegt im Nationalpark Hohe Tauern direkt am Wangenitzsee (2464 m ü. A.), dem mit 0,189 km² größten Bergsee der Schobergruppe. Die Hütte wird mittels Materialseilbahn vom Debanttal aus versorgt und hat je nach Wetterlage in etwa von Mitte Juni bis Ende September geöffnet.

## Geschichte
1927 wurde die erste Hütte von der Brünner Sektion Moravia des DuOeAV errichtet. 1947 wurde dieses Gebäude geplündert und abgebrannt. Die Sektion Moravia verlor sich nach dem Krieg spurlos und so blieb der Hüttenstandort zunächst wüst. 1966 weihte die damalige Sektion Holland des ÖAV einen größeren Neubau ein. 1998 fiel die Hütte durch Fusion an die NKBV (Nederlandse Klim- en Bergsport Vereniging, deutsch: Niederländischer Kletter- und Bergsport Verein). Bis 2009 war die Wangenitzseehütte eine Vereinshütte der NKBV. Im Jahre 2009 übernahm die Sektion Lienz des ÖAV die Hütte für den symbolischen Kaufpreis von einem Euro.

## Zustiege
- Mit dem Pkw von Lienz in Osttirol nach Nußdorf-Debant, von dort auf dem Güterweg in das Debanttal bis zum Parkplatz Seichenbrunn auf 1686 m ü. A. Nach dem Parkplatz Seichenbrunn rechts über den Debantbach und auf dem gut markierten Steig zur Niederen Seescharte (2533 m ü. A.) und von dort weiter zwischen Kreuzsee und Wangenitzsee zur Wangenitzseehütte. Gehzeit rund 3 Stunden.
- Mit dem Pkw von Lienz über den Iselsberg zum Raneralm-Parkplatz, von dort auf dem Wiener Höhenweg Nr. 918 zur Oberen Seescharte (2604 m ü. A.) und in kurzem Abstieg zur Wangenitzseehütte. Gehzeit rund 4 Stunden.
- Mit dem Pkw von Kärnten in das Mölltal bei Mörtschach durch das Wangenitztal zum Wangenitzalm-Parkplatz, von dort den Wanderweg Nr. 928 zur Wangenitzseehütte. Aufstiegszeit etwa 4 bis 5 Stunden.

## Gipfel
- Petzeck 3283 m ü. A., Gehzeit 2½ Std.
- Hoher Perschitzkopf 3125 m ü. A.
- Kruckelkopf 3181 m ü. A.
- Georgskopf 3090 m ü. A.

## Nachbarhütten
- Lienzer Hütte – Untere Seescharte, Gehzeit 2½ Stunden
- Adolf-Noßberger-Hütte über Kreuzseescharte und Niedere oder Hohe Gradenscharte, Gehzeit 3½ Stunden (Wiener Höhenweg)
- Winklerner Hütte